# Anna Maria Tatò
Anna Maria Tatò est une réalisatrice italienne, née le 19 avril 1940, à Barletta et morte le 3 juin 2022 à Rome.
Elle a réalisé six films entre 1978 et 1997. Elle a partagé sa vie avec Marcello Mastroianni depuis sa rupture d'avec Catherine Deneuve en 1976 jusqu'à sa mort. Son dernier film lui rend hommage : Marcello Mastroianni, je me souviens, présenté dans la section Un certain regard au Festival de Cannes 1997.
Anna Maria Tatò est décédée après une courte maladie, où ses funérailles ont eu lieu le lendemain.

## Filmographie
- 1978 : Le serpentine d'oro (court-métrage)
- 1980 : Doppio sogno dei Sigg. X
- 1984 : Desiderio
- 1984 : L'addio a Enrico Berlinguer
- 1994 : La Nuit et le Moment (The Night and the Moment), d'après la pièce de théâtre éponyme de Crébillon fils de 1755.
- 1997 : Marcello Mastroianni, je me souviens (Marcello Mastroianni: mi ricordo, sì, io mi ricordo)